# Philosophie de la vie

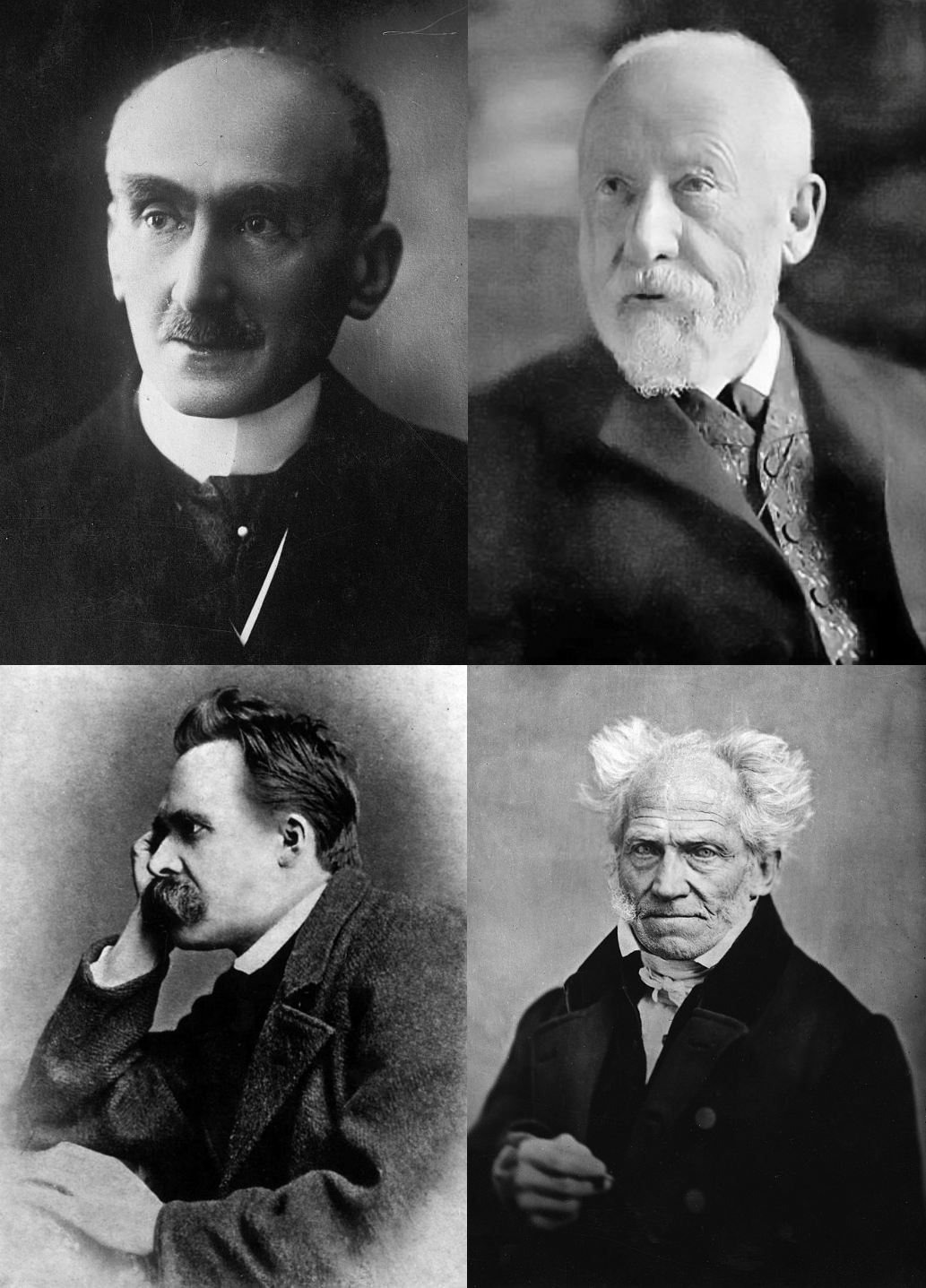
Bergson (en haut à gauche), Dilthey (en haut à droite), Nietzsche (en bas à gauche) et Schopenhauer (en bas à droite).

La philosophie de la vie (en allemand : Lebensphilosophie) désigne un courant philosophique qui s'est développé essentiellement en Allemagne et en France au tournant du XXe siècle autour notamment de Wilhelm Dilthey, Georg Simmel et Henri Bergson. Une branche dénommée vitalisme, a cherché à s'appuyer sur la biologie. Wilhelm Dilthey est le premier qui en prenant le tournant phénoménologique et s'appuyant sur l'expérience historique de la vie a cherché à rendre compte d'une « cohésion pré-théorique du vécu », par la mise en évidence de relations propres à la vie (Lebensbezüge) que Martin Heidegger considérera à la fois comme une étape fondamentale mais aussi comme insuffisamment radicales,.

## Domaine et définition
Sans demander une rigueur scientifique égale à celle des sciences dites dures physique ou mathématique, « la Philosophie de la vie » comme toute philosophie, réclame tout au moins une bonne définition principielle de ses outils, c'est-à-dire ayant un sens existentiel précis et communicable. C'est ce que ne manque pas de remarquer Jean Greisch : « La philosophie est une demande de concepts, mais d'un concept adéquat à son objet ». Chaque fois que cette adéquation n'est pas respectée elle se fourvoie. Un double danger guette donc la Philosophie de la vie : soit de sombrer dans une collection de vécus concrets sans perspective d'ensemble, soit la surévaluation de certains vécus comme « états d'âme » remarquables sans que le philosophe ait à justifier ses choix (pourquoi prendre comme paradigme l'homme parfaitement rationnel ?). L'évidente polysémie de ce concept de Vie conduit à contester une démarche purement théorique, car le phénomène de la vie nous est tellement proche que nous n'avons pas la distance cognitive nécessaire pour l'étudier comme un objet. C'est « nous-même » qui « nous voyons » « nous-même », dans et à travers « notre vie ». Das Leben legt sich selber aus, la vie s'interprète elle-même, écrivait Dilthey.
Dans un article de 2010, Jean-Claude Gens distingue quatre aspects dans la vision diltheyenne de la notion de vie :
1. La vie n'est jamais ce qu'elle est que pour la conscience, vie en tant qu'elle est vécue. Elle n'est rien d'étant mais pur relationnel, pensée en termes d'excitation et de mobilité. Wilhelm Dilthey est le premier à voir la représentation non plus en aptitudes ou facultés mais en termes de mode de comportement. Cette vision influencera considérablement Martin Heidegger.
2. La vie se caractérise par la mobilité de son déploiement. La vie a pour corrélat le monde. Il n'y a de monde que vécu. La texture du monde est celle de ces configurations signifiantes. Wilhelm Dilthey qualifie ce monde de « monde de l'esprit » qui de ce fait possède des configurations toujours singulières et changeantes au cours du temps[6].
3. L'expression Vie traduit pour nous ce qui est le plus connu, le plus intime, mais aussi le plus obscur (abyssal). La vie excède toujours ce que la conscience peut appréhender, elle est une énigme non pas théorique, mais une énigme qui importe pour un vivant[7].
4. Ces configurations changeantes caractérisent l'« historicité », c'est-à-dire la créativité de la vie qui se déploie dans des mondes singuliers. Il n'y a de singulier que dans la dimension spirituelle de la mondanité de la vie humaine et non l'unité d'un monde propre à une unique humanité. Pour Wilhelm Dilthey, les conflits entre configurations sont moins représentatifs d'une lutte à caractère darwinien que l'expression du caractère énigmatique de la vie[8].

## Principaux représentants
- Arthur Schopenhauer
- Friedrich Nietzsche
- Henri Bergson
- Wilhelm Dilthey
- Max Scheler
- Ludwig Klages

## Approche contemporaine
La vie est traditionnellement comprise d'un point de vue extérieur et scientifique comme un ensemble de propriétés objectives qui définissent la vie au sens biologique du terme, celle du corps matériel. Pourtant, la vie possède une composante intérieure qui relève de la subjectivité la plus radicale, d'une sphère d'immanence absolue dans laquelle nous sommes en permanence immergés et avec laquelle nous coïncidons.
Par opposition à ces penseurs qui recherchent la vie dans l'extériorité du monde et qui la réduisent à un processus anonyme en troisième personne, le philosophe Michel Henry a proposé une approche phénoménologique de la vie fondée sur l'expérience purement subjective que chacun fait de sa propre vie, telle qu'elle se révèle immédiatement à elle-même,.
En un sens, la vie est ce qu’il y a de plus simple, mais ce qui est le plus simple est aussi souvent ce qu'il y a de plus difficile à penser. C'est le mérite du travail phénoménologique du philosophe Michel Henry que d'avoir ramené la notion de vie à l'essentiel, car elle est tout simplement ce que nous sommes, le fondement et l'essence de la manifestation, qui est l'auto-affection.
Nous savons ce qu'est la vie d'un savoir absolu qui ne doit rien au monde et qui précède toute connaissance et toute philosophie parce que nous sommes des humains, nous appartenons déjà à cette vie que nous connaissons de l’intérieur, qui fonde notre être et chacun de nos pouvoirs, comme la pensée.
Michel Henry définit la vie d'un point de vue phénoménologique comme ce qui possède la faculté et le pouvoir de se sentir et de s'éprouver soi-même en tout point de son être. Pour lui, la vie est essentiellement force et affect. Il établit une opposition radicale entre la chair vivante et le corps matériel dans son livre Incarnation, une philosophie de la chair.

#### Théories
- Vitalisme
- Panvitalisme
- Sens de la vie
- Philosophie romantique
- Existentialisme

#### Philosophes
- Schopenhauer
- Nietzsche
- Wilhelm Dilthey
- Henri Bergson
- Michel Henry